# Johannes Nilsson (författare)
Ambjörn Samuel Johannes Nilsson, född 1977, är en svensk författare, poddare, serieskapare och recensent. Under 1990-talet gav Nilsson ut eller medverkade i ett antal fanzines, bland andra Home Made Comics, Seriechock, Banan, Alzheimer, Elefant, Schipperke och Livets Ord. Han var tidigare ansvarig för serietidskriften Bild & Bubblas avdelning Avigserier, som recenserade seriefanzin.

## Biografi
Johannes Nilsson gick på Waldorfskola i Järna, både grundskolan och högstadiet.
Under 1990-talet ägnade sig Nilsson åt performancekonst och musik. Han var medlem av bandet The Ray Pacino Ensemble som finns utgiven på finska skivbolaget Lal Lal Lal. 
Nilsson debuterade som författare 2002 med boken Recension, som fick en del uppmärksamhet i media. Han har efter det publicerat fler titlar genom beställtryck-tjänsterna Vulkan.se och Publit.se, under egna förlagsnamnet Schipperke, och har medverkat i tidskrifter som Galago, Sex, Subaltern, Det grymma svärdet, Världens ende och Const Literary (P)review.
Mellan 2004 och 2006 recenserade Nilsson tillsammans med kollegerna Simon Gärdenfors och Henrik Bromander mat och godis på webbplatsen Smak. 
År 2011 utkom han med romanen Hövding, en stenåldersskildring om en stam och dess hövding som utsätts för konkurrens från en annan grupp. En viktig inspirationskälla till hövdingfiguren var den tidigare statsministern Göran Persson och hans framträdande i TV-reportageserien Ordförande Persson.
I november 2015 började Nilsson, tillsammans med komikern Kristoffer Svensson, att utge poddradioprogrammet ("nätsändningen") Magister. Radioprogrammets signaturmelodi gjordes av duon Lindholm, som består av Calle Thörn och Sandro Müntzing, Nilssons halvbror. Programmet överlämnades till nya programledare 2017. Under 2016 lanserade Nilsson poddradioprogrammet Den barmhärtige förbarmaren, tillsammans med Calle Thörn.
Han driver för närvarande[när?] även andra poddprojekt, bland dem Bibliotek, en podcast med främst skönlitterära texter specifikt gjorda för poddformatet, ihop med Kristoffer Svensson, och Tyckonom, där han intervjuar samtida opinionsbildare. Han är även medarbetare på nättidningen Nyheter Idag.
Sedan 2024 så är Johannes anställd av nyhetssajten Bulletin